# Josina Z. Machel
Josina Ziyaya Machel (Maputo, abril de 1976) es una activista por los derechos humanos de Mozambique, incluida en la lista de las 100 mujeres de la BBC en 2020. Sus padres fueron Samora Machel, el primer presidente independiente de Mozambique, y la política, profesora y activista social en favor de la infancia Graça Machel (de soltera Simbine); su padrastro fue Nelson Mandela. Machel fundó el Movimiento Kuhluka una iniciativa sin ánimo de lucro que tiene como objetivo acabar con el estigma de la violencia doméstica y apoyar a sus sobrevivientes.

## Biografía

### Infancia y estudios
Josina Machel nació en Maputo en abril de 1976. Es hija del expresidente mozambiqueño Samora Machel y de la política y activista social mozambiqueña Graça Machel, quien más tarde se casó con el político sudafricano Nelson Mandela. Su padre había elegido el nombre de su primera esposa, la activista feminista Josina Machel, como homenaje a ella. El padre de Machel murió en un accidente aéreo, que algunos consideran un asesinato, cuando ella tenía apenas 10 años. Después de que su madre y Nelson Mandela comenzaran una relación, Machel se mudó a Sudáfrica y, luego de su matrimonio, se convirtió en la hijastra de Mandela.
Machel estudió Sociología y Ciencias Políticas en la Universidad de Ciudad del Cabo, luego estudió una maestría en la London School of Economics, en la misma disciplina. Su disertación de maestría se tituló «sida: enfermedad de pobreza o patriarcado». Uno de los resultados de su investigación fue la publicación del artículo «Comportamiento sexual inseguro entre niñas en edad escolar en Mozambique: una cuestión de género y clase», que se publicó en la prestigiosa revista Reproductive Health Matters.

### Activismo
En octubre de 2015, su entonces pareja, Rofino Licuco, un empresario mozambiqueño, la agredió tan severamente que hubo que extirparle un ojo. En el momento del asalto, Machel fue amenazado e intimidado por hombres relacionados con Licuco, además de recibir llamadas telefónicas amenazantes del propio Licuco. A pesar de esto, en agosto de 2020, el Tribunal Superior de Apelaciones de Mozambique revocó la decisión que condenó a Licuco a tres años y cuatro meses de prisión por agredir a Josina Machel, alegando que no había testigos presenciales que corroborasen la agresión física y psicológica. Además, según el tribunal, las pruebas médicas presentadas no podían excluir la posibilidad de que la lesión de Josina hubiera sido consecuencia de una «simple caída» o de un «objeto contundente». Josina ha recurrido la sentencia ante el Tribunal Supremo. A diciembre de 2020, Machel aún no había recibido justicia.
Como sobreviviente de violencia doméstica, Machel ha convertido su trauma personal en una lucha colectiva, al fundar el Kuhluka Movement, que en txopi (una de las lenguas de Mozambique) significa Renacer. La organización tiene como objetivo desafiar la violencia de género en Sudáfrica y proporcionar espacios seguros para las vítimas de violencia doméstica allí.
También es cofundadora de la compañía de seguros Protect Her-Life, que brinda ayuda de emergencia para mujeres, a través de sus seguros y paquetes de salud de emergencia.
Además, Machel es fideicomisario del Fideicomiso Graça Machel. Es directora del Centro de Documentación Samora Machel. También ha trabajado para ABC Atlas Mara en Mozambique y otras organizaciones internacionales, incluido el Grupo Emerald y el Instituto Zizile para el Desarrollo Infantil.

## Condecoraciones y honores
Machel ha sido nominado para varios premios y honores, que incluyen:
- «Trailblazer Award», otorgado por American SOHO (Saving Orphans through Healthcare and Outreach) en 2016.[14]
- Miembro inaugural del Grupo Mama Albertina Sisulu 100 Mujeres de Fortaleza.[12]
- 100 Women List, elegida por la BBC y publicada el 23 de noviembre de 2020.[5]